# Фабио Ешпиньо
Фабио Рикардо Гомеш Фонсека (на португалски: Fábio Ricardo Gomes Fonseca, познат само като Ешпиньо, на португалски се произнася по-близко до Фабиу Рикарду Гомеш Фонсека), роден на 18 август 1985 г. е португалски професионален футболист, състезател на Лудогорец (Разград) през периода 2013-2015 г. От 24 юни 2015 г. е играч на испанския Малага .

## „Лудогорец“
Дебютира за Лудогорец в А ПФГ на 20 юли 2013 г. в среща от 1 кръг срещу ПФК Любимец 2007 при загубата с 1-0 . Отбелязва първия си гол от пряк свободен удар в А ПФГ на 31 август 2013 г. в среща от 7 кръг срещу Черно море (Варна) при загубата с 3-1 .

## Успехи

### „Лудогорец“
- Шампион на A ПФГ: 2013-14, 2014-15
- Носител на купата на България: 2013-14
- Носител на суперкупата на България: 2014

## Статистика по сезони[4]
| Сезон   | Отбор              | Първенство   | Мачове | Голове |
| ------- | ------------------ | ------------ | ------ | ------ |
| 2010/11 | Леишоиш Спорт Клуб | Лига де Онра | 27     | 0      |
| 2011/12 | Морейренсе         | Лига де Онра | 29     | 9      |
| 2012/13 | Морейренсе         | Лига Сагреш  | 23     | 2      |
| 2013/14 | Лудогорец (Рз)     | А група      | 29     | 4      |